# NGC 7093
NGC 7093 est un vieil amas ouvert situé dans la constellation du Cygne. Il a été découvert par l'astronome britannique John Herschel en 1829.
NGC 7093 est à 1 785 ± 82 pc (∼5 820 al) du système solaire et les dernières estimations donnent un âge de 1,5 ± 0,06 milliards d'années. La taille apparente de l'amas est de 13,0 minutes d'arc, ce qui, compte tenu de la distance et grâce à un calcul simple, équivaut à une taille réelle de 22 ± 1 al.
Wolfgang Steinicke ainsi que le professeur Seligman considèrent NGC 7093 comme un groupe d'étoiles et non comme un amas ouvert. De plus, NGC 7093 ne figure pas sur le site WEBDA qui est consacré aux amas ouverts. Cependant, les bases de données HyperLeda, base de données Simbad et NASA/IPAC le considèrent comme un amas ouvert.